# سیسل فرانک پاول
سیسل فرانک پاول (به انگلیسی: Cecil Frank Powell) (زاده ۵ دسامبر ۱۹۰۳ – درگذشته ۹ اوت ۱۹۶۹) یک فیزیکدان بریتانیای بود که جایزه نوبل فیزیک را در سال ۱۹۵۰ گرفت او روشی عکسبرداری برای مطالعه فرایندهای هسته‌ای ابداع کرد و در هنگامی که در دانشگاه بریستول بود، پیون را کشف نمود.